# Société des bibliophiles lyonnais
La Société des bibliophiles lyonnais est une association fondée en 1885 se fixant pour but de publier les manuscrits et de réimprimer les livres rares intéressant la région de Lyon. Le terme peut aussi désigner les souscripteurs à la collection des bibliophiles lyonnais éditée par Jean-Baptiste Monfalcon (1792-1874).

## Histoire
La Société des bibliophiles lyonnais apparaît à la suite de la vente de la bibliothèque de Joseph Renard : des bibliophiles qui avaient suivi les vacations se demandent s'ils ne pourraient pas se constituer en association pour réimprimer certaines raretés ou curiosités et se partager les exemplaires.
Le 27 mars 1885 une réunion préparatoire a lieu chez Léon Galle. Sont présents Léon Galle, Humbert de Terre-basse, Humbert Mollière, Louis Bresson et Dissard. La Société est définitivement constituée le 21 avril 1885, sous la présidence d'Humbert de Terrebasse. L'abbé Félix Conil est secrétaire et Léon Galle, trésorier-archiviste. 
D'après ses statuts le nombre des membres de la société ne peut dépasser vingt, les réunions se tiennent indifféremment aux domiciles de ses membres et une Assemblée générale a lieu au mois de février, chaque année.
Les statuts sont approuvés dans la séance du 15 mai 1885 par douze membres fondateurs : Léon Galle, Humbert de Terrebasse, Louis Bresson, Julien Baudrier, Humbert Mollière, Félix Conil, Joseph Nouvellet, Paul Dissard, Henri Morin-Pons, André de Charpin-Feugerolles, Raoul de Cazenove, Louis Morel de Voleine.
Entre sa fondation et 1914 il y a 37 adhérents. Parmi les membres figurent : André Levieux d'Albon, Julien Baudrier, Eolde Berthin, Jean Beyssac, Pierre Bissuel de Saint-Victor, Maurice de Boissieu, Edward Brosset-Hecquel, Francisque Bréghot de Lut, Louis Bresson, Arthur Auguste Brölemann, Jules Théodore Cambefort, Raoul de Cazenove, Raoul de Clavière, François-Pierre de Chaponnay, Hippolyte André de Charpin-Feugerolles, Félix Conil, Paul Dissard, Marcel Flachère de Roustan, Léon Galle, Henri d'Hennezel, de Juigné, Louis Falcon de Longevialle, Octave Mathevon, Humbert Mollière, Irénée et Louis Morel de Voleine, Henri Morin-Pons, Joseph Nouvellet, Perret, William Poidebard, Alexandre Poidebard d'Aigueperse, Jean Ramel, Humbert de Terre-basse, Jean Tricou ...
Les dessinateurs employés par la société sont André Steyert et Florentin Benoît d'Entrevaux.

## Publications
La société a édité 29 publications.
- Léon Galle, A travers vingt-cinq années de bibliophilie lyonnaise : conférence faite par M. Léon Galle à la Société des bibliophiles lyonnais, le 21 avril 1910, Lyon, impr. de P. Grange et Refoubelet, 1910, 26 p. (lire en ligne)